# Ян I Ольбрахт
Ян I Ольбрахт (лат. Ioannes I Albertus, нем. Johann I. Albrecht, пол. Jan I Olbracht; 27 декабря 1459, Краков — 17 июня 1501, Торунь) — король Польский с 23 сентября 1492 (провозглашение избрания королём состоялось 27 августа 1492) по 1501 год и князь Глогувский с 1491 по 1498 год. 
- Официальный полный титул на польском языке: «Z Bożej łaski król Polski, ziemi krakowskiej, sandomierskiej, łęczyckiej, sieradzkiej, Kujaw, najwyższy książę Litwy, pan i dziedzic Rusi, Prus, Chelmna, Elbląga i Pomorza».
- Официальный полный титул на русском языке: «Божьей милостью король Польский, земли Краковской, Сандомирской, Серадзской, Ленчицкой, Куявской (Быдгощь), Великий князь Литовский, Хозяин и наследник Руси, Пруссии, Хельмно, Эльблонга и Поморья».

## Жизнь
Третий сын Казимира IV Ягеллончика, он получил хорошее воспитание под руководством своей матери Елизаветы Австрийской. Учителями его были историк Длугош и гуманист Филипп Буонакорси, более известный под именем Каллимаха, которого его отец  Король Казимир использовал для дипломатических поручений. Каллимах, по убеждению современников, имел сильное влияние на будущего короля Яна, подсказывая ему средства для достижения абсолютной власти. Впоследствии появилось даже письменное сочинение, в котором давались королю подобного рода советы и которое было изначально приписано самому Каллимаху. Современная историческая критика однако доказала, что это был политический памфлет, составленный врагами гуманиста Каллимаха.
Подобно отцу, тридцатилетний Ян Ольбрехт стремился к возвышению королевской власти, рассчитывая на помощь родного брата  Чешско-Венгерского короля Владислава  и на содействие другого брата Фридриха, который был Краковским епископом и кардиналом. Так же он рассчитывал и на поддержку своей шляхты. С Владиславом он сразу же после принятия кололевской власти заключил договор в Буде, по которому оба брата обязались помогать друг другу против непослушных и бунтующих подданных. Фридриха он назначил и епископом Гнезненским, чем обеспечил за собой влияние на духовенство, свою  шляхту привлёк новыми привилегиями, заключёнными в Петроковском Статуте (1496). Этот статут объединял привилегии, дарованные ей в 1454 году в Нешаве. После приобретения устья Вислы и Гданьского (Данцигского) порта в ходе Тринадцатилетней войны безопасность судоходства по реке Висла до Балтийского моря и возможность выгодного сбыта различных пищевых товаров этим  путём повлияла на рост ценности внутренних  земель королевства и вызвала в шляхте повальное увлечение развитием земледелия и скотоводства.
Находясь в затруднительном финансовом положении, Король Ян Ольбрахт принуждён был искать расположения шляхты, чтобы получать от неё вовремя необходимые налоги. В 1496 году Петроковский сейм одобрил статут, положивший начало крепостному праву в Польше и стеснивший права мещан в интересах шляхетского сословия.
Шляхта была так довольна этим статутом, что позднее охотно выставила значительные вооружённые силы для экспедиции против молдавского господаря Стефана. Ян Ольбрахт имел намерение посадить на престоле Молдавии своего брата Сигизмунда, чтобы удобнее было затем вести совместную  борьбу с турками. Экспедиция окончилась в Буковине страшным поражением поляков, которое повлекло за собой позднее опустошительное нападение татар и турок на ослабленную Польшу. Планы короля расстроились; он должен был согласиться на невыгодный  мир с турками, чтобы оградить своё государство от этих и других опасных врагов. В довершение, Ян Ольбрехт, вернувшись домой, задел свою  шляхту конфискацией имущества в наказание за непослушание во время войны, оставление ею поля битвы, дезертирство и т.п.
Король Ян Ольбрехт  умер в Торуни в 1501 году, куда прибыл, чтобы принудить к ленной присяге новоизбранного магистра Тевтонского ордена Фридриха Саксонского.